# Право на неучасть
Право на неучасть (Opt out / Opting out) — виняток, що робиться для країни — члена ЄС, яка не бажає брати участь у певній сфері співпраці Спільноти, щоб уникнути безвиході. Британія й Данія отримали право на неучасть у третьому етапі економічного та монетарного союзу; Данія, крім того, не бере участі в оборонних заходах ЄС.